# Tmesisternus elegans
Tmesisternus elegans es una especie de escarabajo del género Tmesisternus, familia Cerambycidae. Fue descrita científicamente por Heller en 1914.
Habita en Papúa Nueva Guinea y Nueva Guinea Occidental. Esta especie mide 20-25 mm.